# Calamagrostis ligulata
Calamagrostis ligulata är en gräsart som först beskrevs av Carl Sigismund Kunth, och fick sitt nu gällande namn av Albert Spear Hitchcock. Calamagrostis ligulata ingår i släktet rör, och familjen gräs.
Artens utbredningsområde är Ecuador. Inga underarter finns listade i Catalogue of Life.